# Cerasella (cântec)
Cerasella este un cântec în limba napolitană scris în 1957, de Enzo Bonagura, Danpa și Eros Sciorilli și lansat de Gloria Christian și Wilma De Angelis cu ocazia  Festival di Napoli 1959, unde a obținut premiul IV.
Discul single de 45 rpm Cerasella/Sarrà chi sa...! de Christian a avut mare succes și a ajuns pe locul 6 în clasamentul italian.

## Interpretări
Cântecul a fost interpretat de foarte mulți cântăreți printre care Nilla Pizzi, Aurelio Fierro, Claudio Villa, Giacomo Rondinella, Gino Latilla & Carla Boni, Eddy Napoli, Robertino, Valentina Stella, Ann-Louise Hanson și Lia Scutari.

## În cinema
După succesul cântecului, a urmat filmul cu același nume, scris și regizat de Raffaello Matarazzo cu Claudia Mori și Terence Hill. Coloana sonoră a fost încredințată lui Fausto Cigliano.